# Lanceoppia rattura
Lanceoppia rattura är en kvalsterart som först beskrevs av Sandór Mahunka 1985.  Lanceoppia rattura ingår i släktet Lanceoppia och familjen Oppiidae. Inga underarter finns listade i Catalogue of Life.